# Tamara Buslaeva
Tamara Nikolaevna Butenko, coniugata Buslaeva (in russo Тамара Николаевна Бутенко-Буслаева?; fl. XX secolo), è stata una circense russa, famosa soprattutto come domatrice.

## Biografia
Tamara Buslaeva  fu una domatrice di felini.
Nel 1963 partecipò alla tournée in Belgio e in Francia realizzata dal Circo di Stato di Mosca, allietando gli spettatori con il suo celebre numero dei quattro leoni cavallerizzi.
Uno di questi, durante la sua esibizione a Bruxelles, sbranò il proprio cavallo.
Il Circo Nikulin fu uno dei circhi più antichi della Russia, fondato nel 1880.
Nel 1919, con decreto di Lenin, il circo fu nazionalizzato diventando il primo circo statale.
Tamara Buslaeva lavorò assieme a suo marito Aleksandr Nikolaevič, che nel 1956, pilotava una moto nel 'muro della morte', avendo per passeggero sul portabagagli un leone.
Sia Tamara sia Aleksandr ammaestravano i leoni seguendo il metodo dei riflessi condizionati.